# Escut capverdià
|  | Aquest article tracta de la moneda de Cap Verd. Pel que fa a l'escut heràldic, vegeu «Emblema estatal de Cap Verd». |

L'escut de Cap Verd (en portuguès escudo caboverdiano o, simplement, escudo) és la unitat monetària de l'arxipèlag de Cap Verd. El codi ISO 4217 és CVE i s'abreuja Esc, o també amb el símbol de l'escut $. Tradicionalment s'ha subdividit en 100 centaus (centavos), però ara la moneda fraccionària ja no s'utilitza.
L'escut va esdevenir la moneda de Cap Verd el 1914 en substitució del real, a raó de 1.000 reals per escut. Fins al 1930 Cap Verd usava les monedes portugueses, tot i que de bitllets propis de les illes ja n'hi havia des del 1869.
Fins al 1975, data de la independència de l'arxipèlag, l'escut de Cap Verd (CVE) equivalia a l'escut portuguès (PTE) i, des del 1999, el canvi va passar a ser d'1,8182 PTE per cada CVE. Després de la substitució de la moneda portuguesa per l'euro, l'escut de Cap Verd té un canvi fix respecte a la moneda comuna europea a raó de 110,265 CVE per euro.
Emès pel Banc de Cap Verd (Banco de Cabo Verde), en circulen monedes d'1, 5, 10, 20, 50 i 100 escuts, i bitllets de 100, 200, 500, 1.000, 2.000, 2.500 i 5.000 escuts.

## Taxes de canvi
- 1 EUR = 110,265 CVE (taxa de canvi fixa)
- 1 USD = 85,83062 CVE (3 de juny del 2006)